# Telamonia mustelina
Telamonia mustelina är en spindelart som beskrevs av Simon 1901. Telamonia mustelina ingår i släktet Telamonia och familjen hoppspindlar. Inga underarter finns listade i Catalogue of Life.